# NGC 986
NGC 986 è una galassia a spirale barrata situata nella costellazione della Fornace, a una distanza di circa 88 milioni di anni luce dalla nostra Via Lattea.

## Scoperta
La galassia è stata scoperta il 5 agosto 1826 dall'astronomo scozzese James Dunlop.

## Descrizione
NGC 986 ha una classe di luminosità I-II e presenta una larga riga a 21 cm dell'idrogeno neutro.
Nella galassia sono presenti anche regioni di idrogeno ionizzato nella zona del nucleo, che è quindi sede di una intensa attività di formazione stellare.
La larga barra centrale si estende per ~14 kpc ed è ricca di gas denso. La galassia ha due grandi ed estesi bracci, leggermente ripiegati, che si dipartono da entrambe le estremità della barra centrale, dando luogo a una configurazione a S. All'estremità del braccio settentrionale sembrano intravedersi i resti di una galassia nana distrutta dall'interazione mareale.
La galassia ha una piccola compagna, NGC 986A, posta a una separazione angolare di 17 arcminuti, corrispondenti a una distanza di 110 kpc. Le due galassie non sembrano però collegate.
La luminosità di NGC 986 nell'infrarosso lontano (da 40 a 400 µm) è uguale a 4,57 x 1010{\displaystyle L_{\odot }} (10 x 10,66{\displaystyle L_{\odot }}), mentre la luminosità totale nell'infrarosso (da 8 a 1000 µm) è di 6,03 x 1010{\displaystyle L_{\odot }} (1011,78{\displaystyle L_{\odot }}).

## Supernova
Il 10 novembre 2012, all'interno di NGC 986 è stata scoperta la supernova SN 2012hc nel corso del programma di ricerca di supernove CHASE (CHilean Automatic Supernova sEarch) dell'Università del Cile. La supernova è stata classificata di tipo II.
Nel 2018 è stata osservata una seconda supernova, la SN 2018lei, classificata di tipo Ic e magnitudine 16,8.